# Ясная Поляна (Железногорский район)
Я́сная Поля́на — хутор в Железногорском районе Курской области. Входит в состав Рышковского сельсовета.

## География
Расположен в 28 км к юго-востоку от Железногорска на левом берегу реки Усожи, напротив деревни Колесниковой. Высота над уровнем моря — 166 м. В юго-восточной части хутор пересекает балка Моховое Болото. К юго-востоку от Ясной Поляны находится сад.

## История
В первые годы советской власти Ясная Поляна вошла в состав Басовского сельсовета. С 1928 года в составе Фатежского района. В 1935—1963 годах хутор входил в состав Верхнелюбажского района. В 1937 году в Ясной Поляне было 40 дворов. Во время Великой Отечественной войны, с октября 1941 года по февраль 1943 года, хутор находился в зоне немецко-фашистской оккупации. В 1950-е годы крестьянские хозяйства Ясной Поляны числились в колхозе имени Ленина (центр в д. Басово). В 1963—1991 годах Ясная Поляна вновь входила в состав Фатежского района. С декабря 1991 года в Железногорском районе. В 2017 году, с упразднением Басовского сельсовета, хутор был передан в Рышковский сельсовет.

## Население
| 1979 | 2002 | 2010 |
| ---- | ---- | ---- |
| 85   | ↘54  | ↘51  |